# Savigny-sur-Orge
Savigny-sur-Orge ist eine französische Gemeinde. Sie ist Hauptort (Chef-lieu) des gleichnamigen Kantons im Département Essonne.
Die Einwohner werden Savinien genannt.

## Geografie
Savigny-sur-Orge liegt an den Flüssen Orge und Yvette, 20 Kilometer südlich des Pariser Stadtzentrums. 

### Nachbargemeinden
Umgeben ist Savigny-sur-Orge von den Gemeinden Paray-Vieille-Poste im Norden, Athis-Mons im Nordosten, Juvisy-sur-Orge im Osten, Viry-Châtillon im Südosten, Villemoisson-sur-Orge und Morsang-sur-Orge im Süden, Épinay-sur-Orge im Südwesten, Longjumeau im Westen und Morangis im Nordwesten.

## Bevölkerungsentwicklung
| 1962   | 1968   | 1975   | 1982   | 1990   | 1999   | 2007   | 2022   |
| ------ | ------ | ------ | ------ | ------ | ------ | ------ | ------ |
| 24.219 | 31.956 | 34.478 | 32.502 | 33.295 | 36.219 | 37.469 | 37.775 |

## Geschichte
Am 12. Dezember 1946 ereignete sich bei Savigny-sur-Orge ein schwerer Eisenbahnunfall, als zwei Züge kollidierten. 31 Menschen starben, 50 wurden verletzt.

## Verkehr
Durch die Stadt führt die Départementsstraße D25 mit einem Anschluss an die Autoroute A6 im Südwesten.
Savigny-sur-Orge wird von der Schnellbahnlinie RER C bedient.

## Persönlichkeiten
- Louis-Nicolas Davout (1770–1823), Offizier in der Zeit der Revolutionskriege
- Aimée Davout (1782–1868)
- Bernard Guyot (1945–2021), Radrennfahrer
- Claude Guyot (* 1947), Radrennfahrer
- Andy Cès (* 1982), Volleyball- und Beachvolleyballspieler
- Yoann Offredo (* 1986), Straßenradrennfahrer